# NGC 6362
NGC 6362 (również GCL 66 lub ESO 102-SC8) – gromada kulista, znajdująca się w gwiazdozbiorze Ołtarza w odległości 24,8 tys. lat świetlnych od Słońca i 16,6 tys. lat świetlnych od centrum Galaktyki. Została odkryta 25 czerwca 1826 roku przez Jamesa Dunlopa.